# Northrop X-4 Bantam
El Northrop X-4 Bantam fue un pequeño birreactor desprovisto de los estabilizadores horizontales de cola, dependiendo en su lugar de unas superficies de control combinadas de alerón y timón de profundidad, denominado elevón, para control de sus capacidades de alabeo y cabeceo. Algunos ingenieros en aerodinámica esperaban que la eliminación del estabilizador horizontal también eliminase los problemas de estabilidad a velocidades supersónicas que surgían de la interacción de las ondas de choque con las alas y los estabilizadores horizontales. Sin embargo, este deseo no logró funcionar.

## Desarrollo

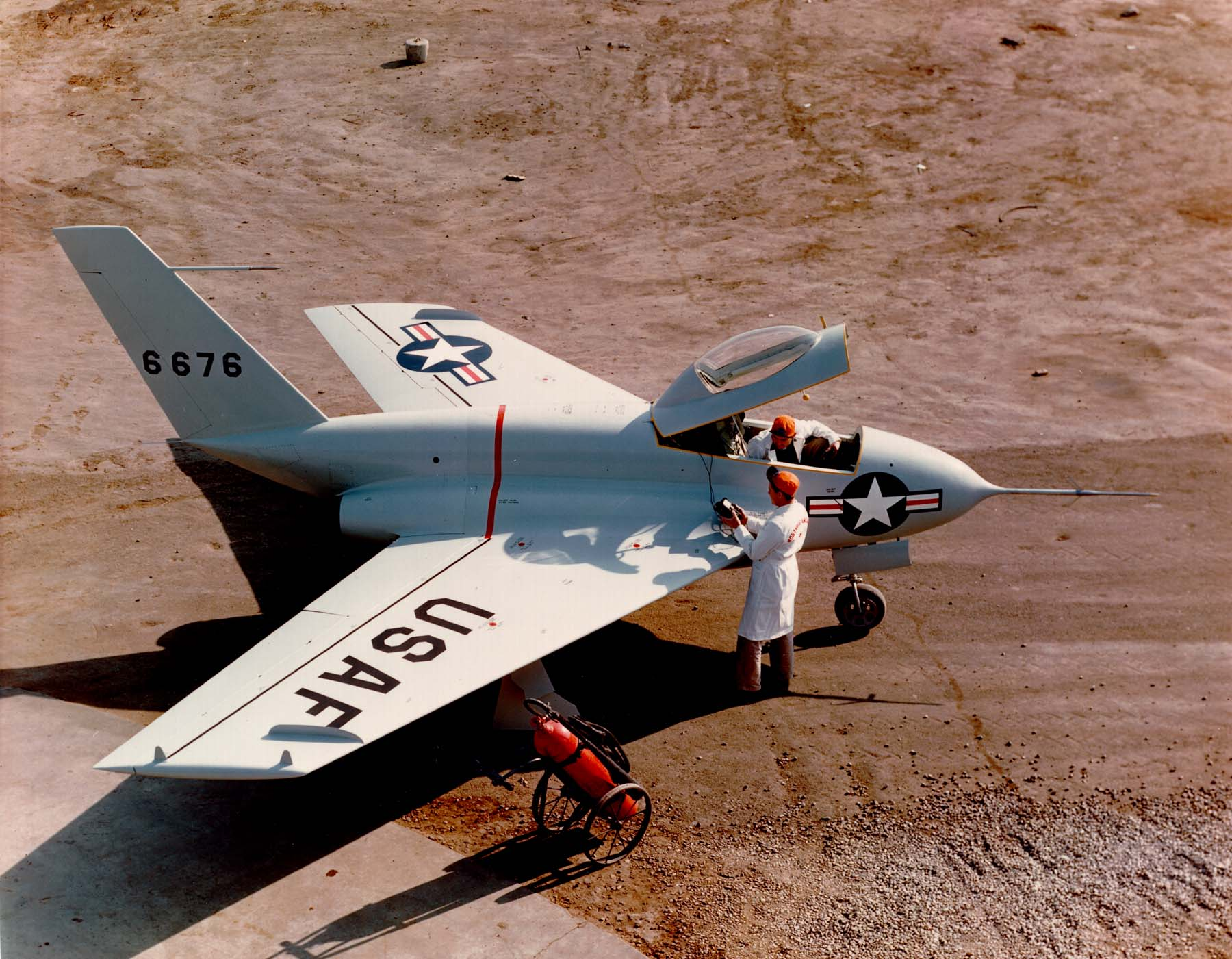
El Northrop X-4 Bantam #46-676.

Northrop Corporation construyó dos X-4, pero el primero resultó ser mecánicamente deficiente y después de diez vuelos fue retirado y utilizado para proporcionar repuestos al segundo avión.
Mientras realizó pruebas entre 1950 y 1953 en el Centro de Investigación de Vuelos de Alta Velocidad del NACA, el X-4 mostró problemas de estabilidad cuando se acercaba a la velocidad del sonido. La conclusión fue que, con la tecnología de control de aquel momento, una aeronave sin cola no era apropiada para el vuelo supersónico.
Durante los años 40 se pensaba que un diseño sin estabilizadores horizontales evitaría la interacción con las ondas de choque entre las alas y los estabilizadores. Se consideraba que esta era la causa de los problemas de estabilidad aparecidos cuando una aeronave superaba Mach 0,9. Ya se habían construido dos aviones de este tipo: el Me 163 Komet, que voló durante la Segunda Guerra Mundial, y el de Havilland DH 108 británico, fabricado tras la guerra. Las Fuerzas Aéreas del Ejército de los Estados Unidos (USAAF) firmaron un contrato con la Northrop Aircraft Company el 11 de junio de 1946 para fabricar dos X-4. La selección de Northrop fue a causa de su experiencia con diseños de alas volantes como el N-9M, el YB-35 y el YB-49.
El avión resultante tenía un diseño muy compacto, lo suficientemente grande para contener los dos motores a reacción J30, un piloto, la instrumentación y combustible para 45 minutos. Casi todas las tareas de mantenimiento se podían realizar sin utilizar una escalera o taburete. Una persona de pie en el suelo podía ver con facilidad la cabina. El X-4 tenía también flaps divididos, que podían ser utilizados como frenos aéreos.

## Historia operacional
El primer X-4 (número de serie 46-676) fue entregado en la base de la Fuerza Aérea de Muroc en noviembre de 1948, realizando su primer vuelo el 15 de diciembre, con el piloto de pruebas de Northrop Charles Tucker a los mandos. Las lluvias de invierno impidieron utilizar la pista del lago seco hasta abril de 1949. El primer X-4 demostró ser poco fiable y realizó sólo diez vuelos. Walt Williams, jefe de la unidad de pruebas de vuelo Muroc del NACA (actualmente Centro de Investigaciones de Vuelo Armstrong) llamó "inútil" al avión. El segundo X-4 (número de serie 46-677) fue entregado durante el parón de vuelos, y demostró rápidamente ser mucho más fiable. Se realizaron un total de 20 vuelos por parte del contratista. A pesar de esto, el programa de vuelos del contratista fue retrasándose hasta febrero de 1950, antes de que ambos aviones regresaran a las USAAF y al NACA. El primer X-4 no volvió a volar más y fue utilizado como fuente de piezas de repuesto para el segundo.
El NACA preparó el segundo X-4 para realizar una serie de vuelos cortos con pilotos de la Fuerza Aérea, incluyendo a Chuck Yeager, Pete Everest, Al Boyd, Richard Johnson, Fred Ascani, Arthur W. Murray y Jack Ridley. Estos vuelos se realizaron en agosto y septiembre de 1950. El primer vuelo realizado por un piloto del NACA, John Griffith, tuvo lugar el 28 de septiembre de ese año.
Los primeros vuelos del NACA, que se extendieron desde finales de 1950 hasta mayo de 1951, se enfocaron en la sensibilidad del avión en el cabeceo. Los pilotos de la NACA Griffith y Scott Crossfield notaron que el X-4, al aproximarse a Mach 0,88, comenzaba a oscilar de manera grave, como al conducir por una carretera adoquinada. A velocidades altas también ocurría un fenómeno de pliegue, en el que el morro se doblaba hacia abajo. Más seriamente, la aeronave mostraba una tendencia de balanceo en los tres ejes. Esta combinación de cabeceo, alabeo y guiñada, que crecía cuanto más se aumentaba la velocidad, era precursora del acoplamiento inercial, que se convertiría en el mayor reto en los años siguientes.
Para corregir los problemas de estabilidad, los ingenieros del proyecto decidieron aumentar el grosor del borde de salida de los flaps y frenos aéreos. Se añadieron tiras de madera de balsa a estos, provocando que permanecieran abiertos en un ángulo de cinco grados. La primera prueba con estos cambios se realizó el 20 de agosto de 1951, por el piloto del NACA Walter Jones. Un segundo vuelo tuvo lugar en octubre. Los resultados fueron positivos: Jones comentó que las capacidades de vuelo del X-4 habían mejorado y que la aeronave no tenía problemas de control de cabeceo hasta Mach 0,92.
Las tiras de madera de balsa fueron retiradas, y el X-4 comenzó una serie de vuelos para probar su capacidad de aterrizaje. Con los frenos aéreos abiertos, la relación entre la sustentación y la resistencia podía reducirse a menos de 3 a 1. Las pruebas continuaron durante octubre de 1951, hasta que los escapes de combustible del depósito del ala forzaron a la aeronave a permanecer en tierra hasta marzo de 1952.
Como las pruebas de los flaps y frenos aéreos gruesos fueron esperanzadoras, se volvieron a instalar las tiras de madera de balsa tanto en los flaps y frenos aéreos como en los elevones. El primer vuelo, realizado por Jones, fue el 19 de mayo de 1952, pero uno de los motores resultó dañado y hasta agosto no fue reemplazado. Cuando los vuelos se reanudaron, demostraron que las modificaciones habían mejorado la estabilidad tanto en el alabeo como la guiñada y retrasaban los problemas del morro de Mach 0,74 a Mach 0,91.
En mayo de 1953, las tiras de madera fueron retiradas de nuevo, y se volvió a estudiar la estabilidad dinámica del X-4 en su configuración original. Este fue el último proyecto del X-4, y su último vuelo, el número 81, se realizó el 29 de septiembre. Ambas aeronaves sobrevivieron al programa de pruebas. El primer X-4 fue transferido a la Academia de la Fuerza Aérea de Estados Unidos (USAFA) en Colorado Springs, antes de regresar a la base Edwards. El segundo X-4 se encuentra en exhibición en el Museo Nacional de la Fuerza Aérea de los Estados Unidos en Ohio.

## Operadores
Estados Unidos
- Fuerza Aérea de los Estados Unidos
- NACA

## Especificaciones
Referencia datos: Data from X-4 – The Bantam Explorer

### Características generales
- Tripulación: Uno (piloto)
- Longitud: 7,1 m (23,3 ft)
- Envergadura: 8,2 m (26,9 ft)
- Altura: 4,5 m (14,8 ft)
- Superficie alar: 18,6 m² (200,2 ft²)
- Peso vacío: 2540 kg (5598,2 lb)
- Peso máximo al despegue: 3550 kg (7824,2 lb)
- Planta motriz: 2× turborreactor Westinghouse J30-WE-7/9.
  - Empuje normal: 7,1 kN (724 kgf; 1596 lbf) de empuje cada uno.

### Rendimiento
- Velocidad máxima operativa (Vno): 1035 km/h (643 MPH; 559 kt)
- Alcance: 676 km (365 nmi; 420 mi)
- Techo de vuelo: 12 900 m (42 323 ft)
- Régimen de ascenso: 39,1 m/s (7697 ft/min)

## Aeronaves relacionadas

### Aeronaves similares
- Messerschmitt Me 163
- Lippisch P.15
- de Havilland DH 108

### Secuencias de designación
- Secuencia N-_ (interna de Northrop): ← N-24 - N-25A - N-25B - N-26 - N-29 - N-31 - N-32 →
- Secuencia XS-_ (Aviones de pruebas supersónicas/especiales de las USAAF, 1946-1948): XS-1 - XS-2 - XS-3 - XS-4 - XS-5
- Secuencia X-_ (Aviones experimentales de la USAF, 1948-presente): X-1 - X-2 - X-3 - X-4 - X-5 - X-6 - X-7 →